# Adam Filip Przeradowski
Adam Filip Przeradowski herbu Półkozic – stolnik różański, podczaszy różański w 1780 roku, cześnik różański w 1778 roku, poseł ziemi łomżyńskiej na Sejm Czteroletni w 1790 roku.